# Александър Брус Биеласки
Александър Брус Биеласки (на англ.: Alexander Bruce Bielaski) е американски адвокат и директор на „бюрото за разследване“ (днешното ФБР).
Биеласки е роден в Монтгомъри Каунти, (Мериленд). Завършва право в университета „Джордж Вашингтон“ през 1904 г. и същата година се присъединява в редиците на американското правосъдие. Като предшественика си Стенли Финч, е достигнал върха през министерството на правосъдието. Той изпълнява поста на специален контрольор в Оклахома.
Завръщайки се във Вашингтон, Биеласки започва работа в бюрото за разследване и се издига до асистент на Финч. На този пост е ръководил административната дейност на бюрото. В края на април 1912 г. тогавашният министър на правосъдието посочва Биеласки като заместник на Финч. Като началник Биеласки преразглежда и изучава увеличаването на ресурсите и отговорностите приписани на бюрото.